# Almiserà
Almiserà (spanisch Almiserat) ist eine spanische Gemeinde (Municipio) mit 285 Einwohnern (Stand: 2024) in der Valencianischen Gemeinschaft, in der Comarca La Safor.

## Lage
Almiserà liegt nahe der Costa del Azahar (Mittelmeerküste) in einer Höhe von ca. 75 m. Die Provinzhauptstadt Valencia liegt etwa 65 Kilometer in nordnordwestlicher Richtung. 

## Geschichte
| Jahr      | 1900 | 1930 | 1950 | 1960 | 1970 | 1981 | 1991 | 2001 | 2011 | 2021 |
| --------- | ---- | ---- | ---- | ---- | ---- | ---- | ---- | ---- | ---- | ---- |
| Einwohner | 329  | 349  | 295  | 307  | 295  | 225  | 197  | 245  | 303  | 264  |

## Kultur und Sehenswürdigkeiten
- Burganlage von Vilella
- Kirche Mariä Geburt (Iglesia de la Natividad de Nuestra Señora)

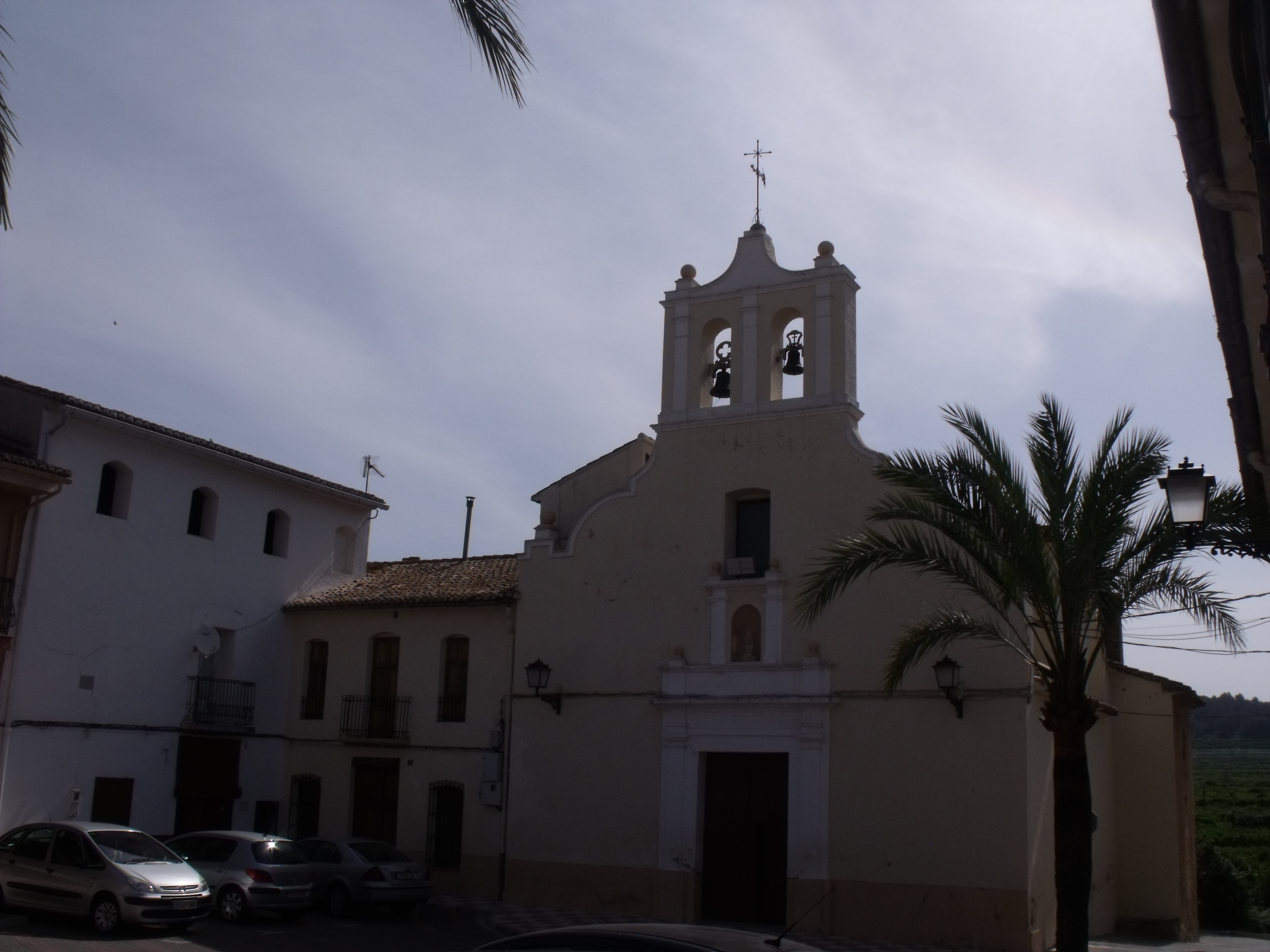
Kirche Mariä Geburt
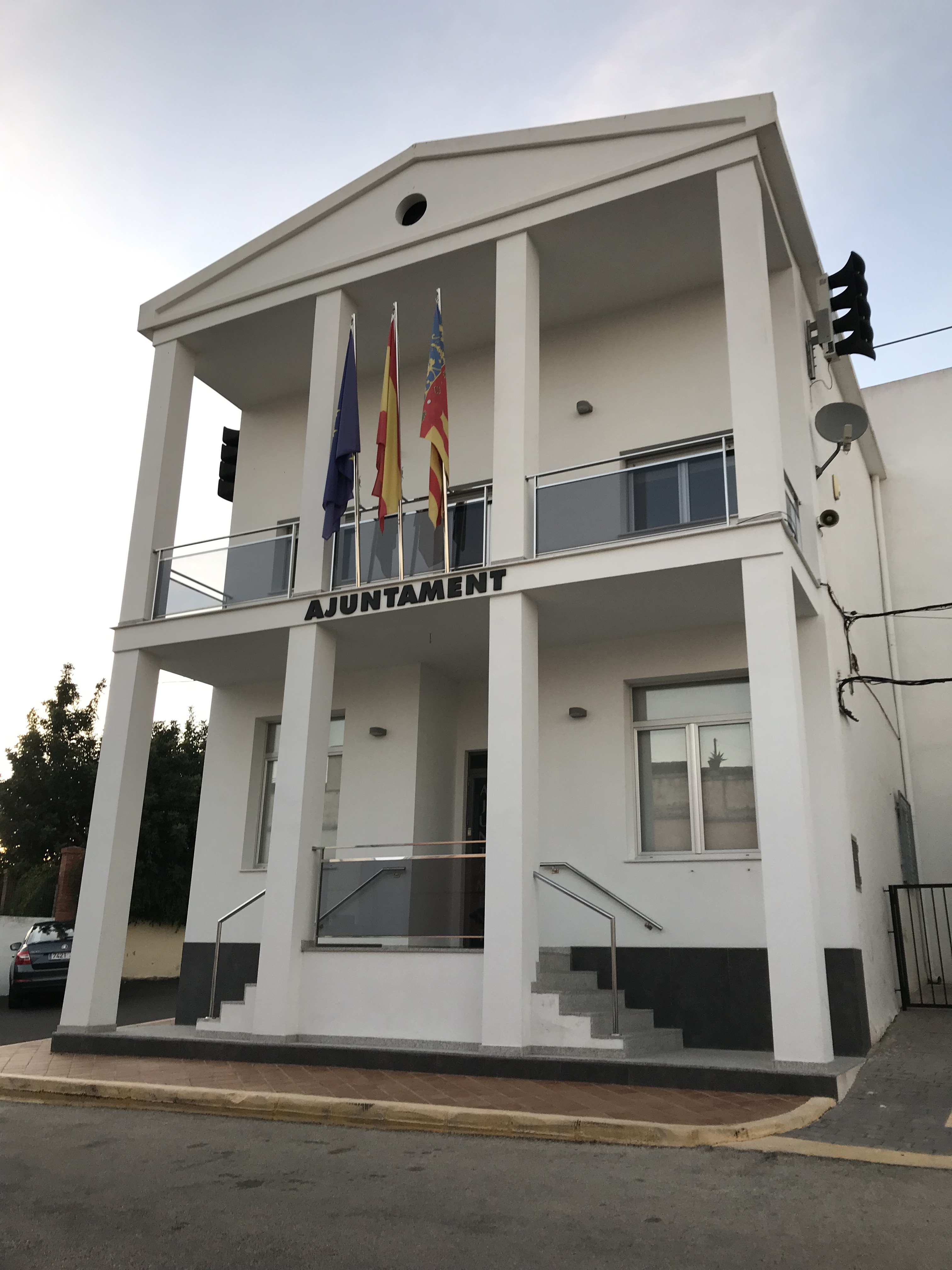
Rathaus